# Quit (canción)
«Quit» es una canción del disc jockey productor noruego Cashmere Cat y la cantante estadounidense Ariana Grande, fue lanzada como quinto sencillo del álbum 9 el 28 de abril de 2017 a través de Mad Love e Interscope Records.
Quit es una canción balada-Pop con ritmos de Tropical House, elementos de danza contemporánea, una atmósfera llena de ritmos latinos y caribeños, en un estribillo synth-pop. 
Líricamente, en la canción, Grande detalla una relación problemática que ninguno de los dos amantes quiere terminar. "Quit" es la tercera colaboración entre Cashmere y Grande, en 2014 Grande incluyó una colaboración con Cashmere en su segundo álbum de estudio My Everything en la canción «Be My Baby» y posteriormente colaboraron en el tema «Adore» en marzo de 2015. Esta última canción fue estrenada en uno de los conciertos en la gira de Grande llamada The Honneymoon Tour.

## Lanzamiento de la canción
La canción tiene cierta similitud al gran éxito del verano de 2016 de Grande, "Side to Side" con Nicki Minaj. Cashmere Cat debutó "Quit" durante uno de sus sets en Pittsburgh, el 25 de abril de 2017. Para su lanzamiento oficial, el 28 de abril se lanzó un vídeo lírico en su cuenta en la plataforma de vídeos de YouTube mientras que en otras plataformas digitales dedicadas exclusivamente a la descarga digital y el streaming de música como iTunes o Spotify el audio de la canción sin ningún tipo de corte. El vídeo lírico muestra una computadora en un vagón de tren donde salen las letras de la canción a medida que toca la melodía sobre un fondo lila.

## Recepción y crítica
El 28 de abril de 2017, The Pop Project publicaba su reseña del nuevo sencillo de Cat: "Quit" es una balada con un tiempo más lento que el de sus anteriores canciones que también cuenta con una ligera melodía tropical con ciertos instrumentos que diferencian el estribillo del resto de la canción. Se siente un poco fuera de lugar a veces, pero entiendo la idea detrás de ella. Simplemente no va con el respaldo instrumental. Si el resto de la canción tuviera la misma vibración, entonces habría funcionado totalmente. Pero simplemente no ayuda realmente una canción que produjo bien sin eso.
El 29 de abril de 2017, Pursuit Of Pop dice lo siguiente sobre el tema: "Quit" es 90% Grande y 10% Cat; así que no creas que esta canción es la típica pista de Cat. La voz de Grande suena impecable, como siempre, descansando sobre un tono mayormente hinchado y alcanzando su voz al final de cada línea, haciendo que el patrón sea memorable después de la primera escucha.
El 30 de abril de 2017, The Diamondback publica lo siguiente: Cashmere Cat sabe como se supone que suena la música pop. A él, simplemente no le importa.

## Posicionamiento en listas
| País           | País           | Lista                               | Mejor posición |
| -------------- | -------------- | ----------------------------------- | -------------- |
| Estados Unidos | Estados Unidos | Dance/Electronic Digital Song Sales | 9              |